# Michael Chopra
Rocky Michael Chopra (Newcastle, 23 de dezembro de 1983) é um ex-futebolista inglês, aposentado em 2016. Chopra jogava como atacante. Tem origem indiana pelo lado do pai.
A sua carreira tem sido afetada pela sua dependência do jogo, tendo já perdido mais de dois milhões de euros em apostas.